# Anna Tumarkin
Anna Tumarkin (Doebrovno, 16 februari 1875 – Muri bij Bern, 7 augustus 1951) was een Russisch-Zwitsers filosofe en hooglerares. Ze was de eerste vrouwelijke professor aan de Universiteit van Bern en de eerste Europese die een habilitatie behaalde.

## Biografie

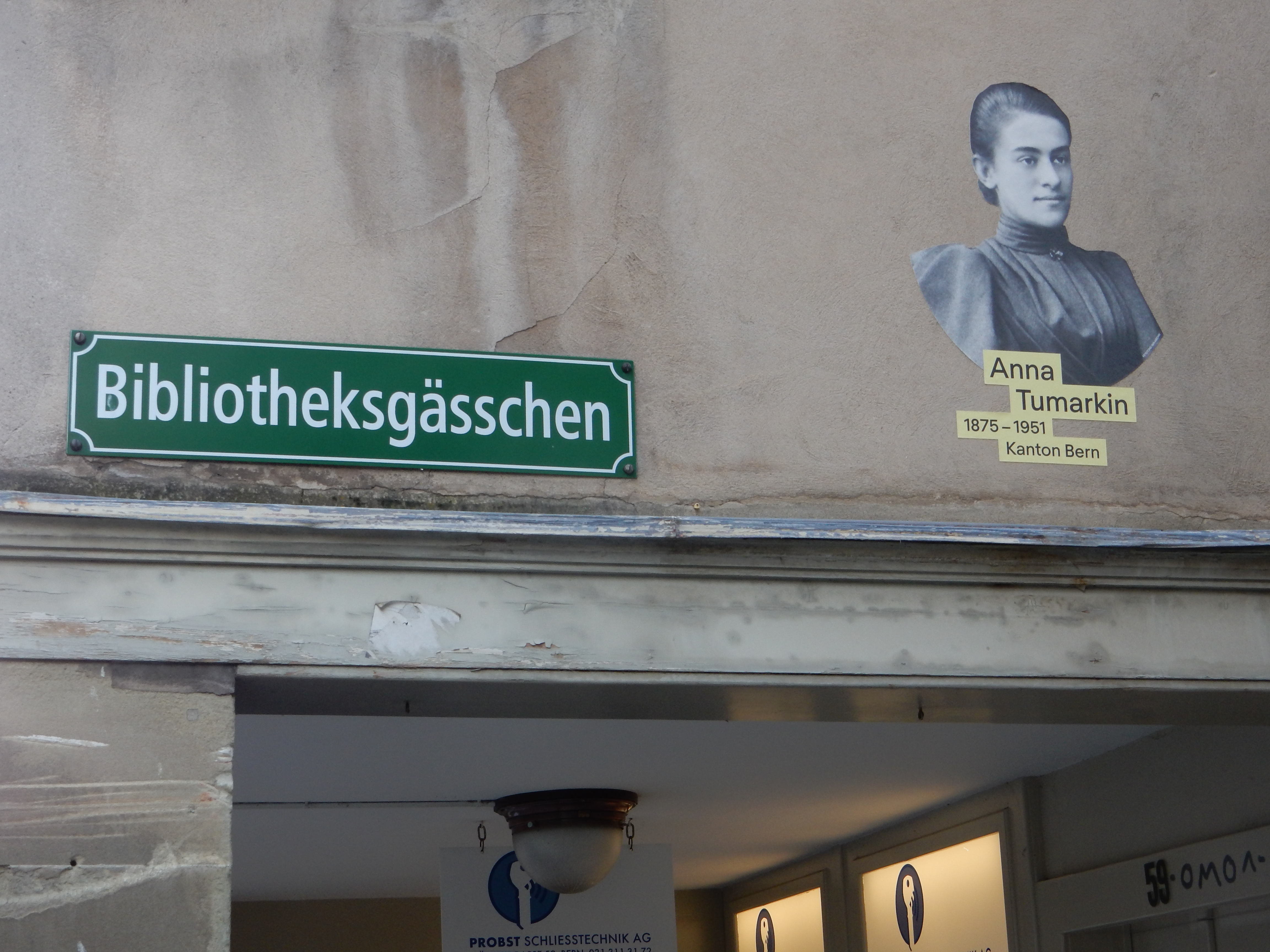
Muurtekening van Anna Tumarkin in Bern in het kader van de campagne Hommage 2021.

Anna Tumarkin was een dochter van Paul Tumarkin, een handelaar, en van Sophie Herzenstein. Ze volgde school in Chisinau, in het huidige Moldavië, waar ze eveneens een lerarenopleiding volgde. Vanaf 1892 studeerde ze filosofie bij Ludwig Stein aan de Universiteit van Bern. In 1895 behaalde ze een doctoraat. Nadien zette ze haar onderzoek verder in Berlijn, bij Wilhelm Dilthey. In 1898 was ze de eerste vrouw in Europa die een habilitatie behaalde, waarna ze de eerste vrouw werd die les gaf aan de Universiteit van Bern. Ze werd er in 1906 professor en later buitengewoon hoogleraar in de filosofie en de esthetica (1909-1943). In 1921 naturaliseerde ze tot Zwitserse. Ze was actief binnen de Schweizerischer Verband der Akademikerinnen en zette zich in voor de Schweizerische Ausstellung für Frauenarbeit van 1928.

## Trivia

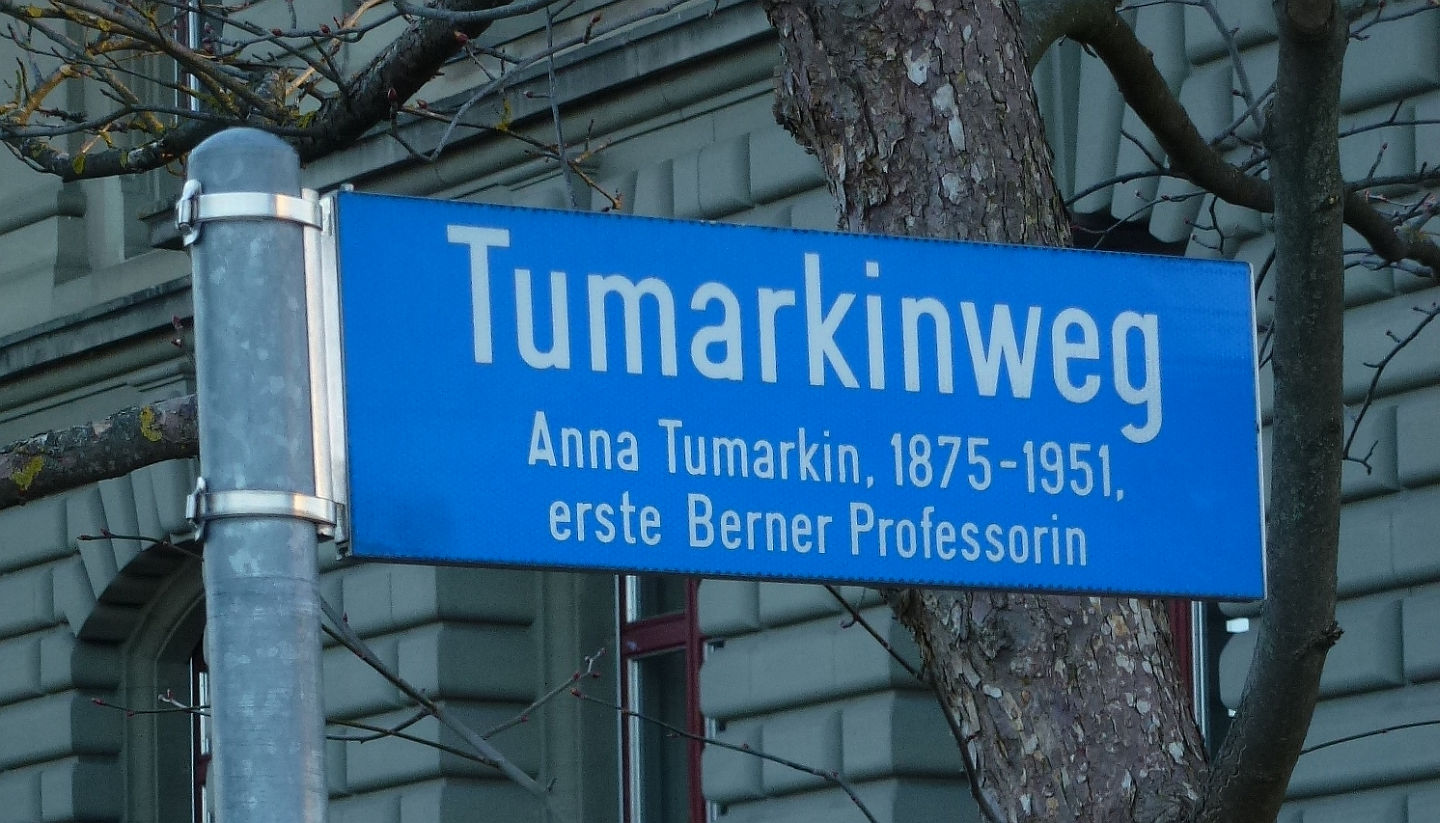
Straatnaambord van de Tumarkinweg in Bern.

- In de stad Bern werd nabij het hoofdgebouw van de Universiteit van Bern een straat naar Anna Tumarkin vernoemd, de Tumarkinweg.
- Ze was bevriend met de Amerikaans-Zwitserse interniste Ida Hoff, die eveneens van Russische en joodse komaf was en actief was in het kader van de Schweizerische Ausstellung für Frauenarbeit in 1928.[1]

## Onderscheidingen
- Theodor Kocherprijs (1937)

## Werken
- (de)  Wesen und Werden der schweizerischen Philosophie, 1948.